# Stenolophus neghellianus
Stenolophus neghellianus es una especie de escarabajo de tierra del género Stenolophus, tribu Harpalini, subfamilia Harpalinae. Fue descrita científicamente por G. Müller en 1942.
La especie se mantiene activa durante el mes de abril.

## Distribución
Se distribuye por Costa de Marfil y Tanzania.